# انگور آمازون
انگور آمازون (نام علمی: Pourouma cecropiifolia) نام یک گونه از تیره گزنه‌ایان است.